# Maciej Strzelczyk
Maciej Strzelczyk (* 17. August 1959 in Lodz; † 28. September 2021 in Warschau) war ein polnischer Jazzmusiker (Violine, Arrangement).
Strzelczyk wurde bekannt, als er zwischen 1983 und 1986 bei Jazzfestivals in Polen und Belgien mehrfach ausgezeichnet wurde. Er arbeitete mit Kazimierz Jonkisz (XYZ, Outsider), Zbigniew Namysłowski (The Last Concert), Tomasz Stańko (A Farewell to Maria) und Włodzimierz Nahorny (Fantazja Polska). Auch tourte er mit Philip Catherine in Polen. Unter eigenem Namen entstanden zunächst die Alben Music for M und Jobim, beide 1995 bei Polonia. 1997 gründete er mit dem Bassisten Piotr Rodowicz und dem Gitarristen Krzysztof Woliński das World Strings Trio, das sich am Erbe von Stephane Grappelli und Django Reinhardt orientierte und Alben wie Grappelling oder Live in Kiev veröffentlichte. Mit dem Pianisten Jarosław Małys und Rodowicz spielte er für Not Two Records das Album Ballads for Trio ein; mit dem Gitarristen Romuald Erenc und Rodowicz war er auch mit einem Chopinprogramm unterwegs.
Strzelczyk wurde sechsmal im Poll des Jazz Forum als bester Jazzgeiger Polens ausgezeichnet. Zweimal war er nominiert für den Fryderyk in den Kategorien Jazzmusiker und Jazzalbum.

## Lexikalischer Eintrag
- Adam Cegielski, Barry Kernfeld Strzelczyk, Maciej in: New Grove Dictionary of Jazz 2002 (Oxford Music Online)